# Saison cyclonique 2005 dans l'océan Pacifique central
La saison cyclonique 2005 de l'océan Pacifique du central-nord a lieu du 1er juin 2005 au 30 novembre 2005, selon la définition de l'Organisation météorologique mondiale.

## Systèmes dans le bassin Pacifique Central-Nord en 2005
Il y avait trois systèmes dans le Pacifique Central en 2005, la dépression tropicale One-C, l'ouragan Jova et l'ouragan Kenneth. Jova et Kenneth ont croisé dans le bassin Pacifique Central-Nord à partir du Bassin Pacifique Nord-Est. Pour une troisième année consécutive, aucune tempête ayant un nom s'est formée dans le Pacifique Central.

### Dépression tropicale One-C
Le premier système tropical dans le Pacifique Central s'est formé à l'est-sud-est d'Hawaï le 3 août. Le système a perdu sa circulation fermée alors qu'il était a 1 200 kilomètres de Hilo.
- (en) Sommaire de dépression tropicale One-C du CPHC

### OuraganJova
L'ouragan Jova a gagné le statut d'ouragan tôt le 16 septembre, deux jours avant d'entrer dans le Bassin Pacifique Central. Quand, le 18 septembre, il a croisé le méridien 140°O, il est devenu le premier ouragan en plus de deux ans à être dans la zone de prévision du Central Pacific Hurricane Center. Jova s'est renforcé rapidement en un ouragan majeur, le premier à exister dans le Pacifique Central depuis ouragan Ele en 2002. Il s'est affaibli alors qu'il tournait au nord-est d'Hawaï, devenant une tempête tropicale le 22 septembre et une dépression tropicale le 23 septembre avant de finalement se dissiper le lendemain.
- (en) Sommaire d'ouragan Jova du CPHC

### OuraganKenneth
L'ouragan Kenneth s'était affaibli au niveau d'une tempête tropicale cinq jours avant d'entrer dans le bassin Pacifique Central-Nord, mais a gagné suffisamment de puissance pour être reclassé comme un ouragan de Catégorie 1 une journée avant qu'il croise 140°O, faisant de lui le second ouragan de la saison à entrer dans le Pacifique Central. Il s'est ensuite réaffaibli au niveau d'une tempête tropicale et finalement comme une dépression tropicale le 29 septembre à un peu moins de 640 kilomètres à l'est d'Hawaï. Il est passé à 80 kilomètres de l'Île d'Hawaï avant de dégénérer en grande vague. Aucun cyclone tropical n'a touché terre depuis la dépression tropicale Eugene dans la saison de 1993.
- Sommaire d'ouragan Kenneth du CPHC

## Nomenclature
Aucun nom de la liste Pacifique Central n'a été utilisé ; Ioke aurait été le nom donné à la première tempête. Aucun nom de la liste du Pacifique Central-Nord n'a été utilisé depuis Huko en 2002.
Modèle:Saison cyclonique 2005 dans le nord de l'océan Pacifique central